# Kocho (Irak)
Kocho (du Kurmanji Koço) est un village yézidi situé dans le district du Sinjar, au sud des Monts Sinjar , dans la Province de Ninive au nord de l'Irak. Le village a acquis une renommée internationale en 2014 à la suite du génocide des Yézidis par l'Organisation État islamique (OEI).

## Histoire
Kocho est, avec le reste du Sinjar, l'une des régions des plus disputées du nord de l'Irak. Conformément à l'article 140 de la constitution irakienne, un référendum est censé décider du statut du village et du sort de ses habitants.À partir de 2003, le village est occupé par les troupes Kurdes Peshmerga, qui désertent le village le 2 août 2014. Le 3 août 2014, l'État Islamique prend le contrôle de l'ensemble du village. Le 25 mai 2017, les forces irakiennes et les milices yézidies libèrent le village,,,.

## Population
La population de Kocho était entièrement composée de Yézidis, majoritairement agriculteurs.

## Personnes célèbres
Les militantes des Droits de l'homme Nadia Murad et Lamiya Aji Bachar sont nées à Kocho,,,.Nadia Murad a obtenu en 2018 le Prix Nobel de la paix avec Denis Mukwege.

## Massacre des Yézidis de Kocho
Le 3 août 2014, l'État islamique envahit Kocho. Les Peshmergas kurdes avaient fui à l'approche des troupes de Daech, laissant les Yézidis sans défense. Pendant douze jours, l'OEI séquestre les Yézidis dans le village, puis leur adresse un ultimatum : se convertir à l'Islam ou mourir. À la suite du refus des Yézidis de se convertir, les troupes de l'OEI exécutent la population à partir du 15 août. L'OEI sépare les hommes des femmes et des enfants et les conduisent à l'établissement d'enseignement secondaire du village, où ils sont dépouillés de leurs téléphones portables et de leurs bijoux. On estime que 1826 Yézidis vivaient au village de Kocho. L'État Islamique décapite environ 600 hommes yézidis, certains sont immolés ou tués à bout portant. Les corps des habitants, parfois encore en vie, sont tous jetés dans des fosses communes. Ensuite, l'OEI kidnappe près de 1 000 Yézidis, femmes et enfants du village. Les garçons de moins de 14 ans sont envoyés dans des camps militaires de l'État islamique où ils sont entraînés à devenir terroristes, tandis que les femmes et les filles sont gardées pour servir d'esclaves et abusées sexuellement,,,,,,,,,,. Quatre-vingt-dix Yézidis (notamment des garçons de 12 ans) avaient précédemment été abattus par des terroristes de l'OEI dans le village voisin de Qiniyeh le 3 août 2014.